# كيفن دولينج (لاعب دارت)
كيفن دولينج (بالإنجليزية: Kevin Dowling)‏ هو لاعب دارت بريطاني، ولد في 28 يوليو 1965 في اسكتلندا في المملكة المتحدة.

## وصلات خارجية
- كيفن دولينج على موقع DartsDatabase.co.uk (الإنجليزية)